# Franc-maçonnerie en Afrique

Afrique

La franc-maçonnerie en Afrique est active depuis le XVIIIe siècle mais reste au XXIe siècle un espace à faible densité maçonnique au regard de sa population. Elle connait des interdictions politico-religieuses au cours de son histoire mais voit un nouveau dynamisme se développer vers la fin du XXe siècle, malgré les attaques régulières des courants religieux. Héritière de l’action des francs-maçonneries occidentales, elle est  largement marquée par la colonisation européenne. Son influence est très diverse selon les états, elle est surtout présente dans les milieux urbains et élitaires. Depuis le début du XXIe siècle, elle connait un phénomène de construction d'une « afro-maçonnerie » avec l'arrivée des loges de Prince Hall et la revue de certains rites maçonniques dans une perspective africaine.

## Histoire
La  franc-maçonnerie se serait implantée en Afrique dans les années 1740-1750 avec une loge « Saint Jean » dans l'Ile Bourbon en 1745. Une loge à Port-Louis de l’Ile de France est également constituée en septembre 1765, la loge « Saint Jean de la Philadelphie » qui a pour vénérable maitre le capitaine de vaisseau  Jean Baptiste Lemaître de Maulu. Les deux premières loges du continent sont les loges « Goede Hoop Lodge » n°18 installées en 1772 au Cap par la Grande Loge des sept provinces, obédience néerlandaise et la loge « Saint-Jacques des vrais amis rassemblés », fondée à Saint-Louis-du-Sénégal en 1781 par la première Grande Loge de France,.
Ces loges et celles qui suivent sont composées quasi-exclusivement d’Européens, principalement Français et Britanniques jusqu’à la Seconde Guerre mondiale. Les loges s'implantent principalement dans les ports, les centres commerciaux importants et dans les capitales coloniales. Leur nombre reste toutefois assez faible. À l'exception du Liberia et de l’Égypte qui ont des grandes loges nationales, la franc-maçonnerie en Afrique n'est pas africaine en général jusqu'à la décolonisation.
Durant la période coloniale jusqu'en 1940, la discrimination raciale reste la règle générale, peu de loge d'Afrique continentale reçoivent en leur sein des populations autochtones. Cette ségrégation a des effets divers lors de la décolonisation qui engendre également la mise en place de régime dictatoriaux qui prennent souvent des mesures antimaçonniques appuyés par les courants religieux. Après le départ des blancs principalement européens, certaines loges maçonniques disparaissent et celles qui se reconstituent avec des membres noirs africains, ne s'ouvrent aux blancs que très progressivement. La franc-maçonnerie africaine reste marquée par la colonisation européenne et reste héritière de l'action des obédiences occidentales qui s'est poursuivie parfois après la décolonisation.

### Afrique du Sud
Les différences linguistiques, culturelles et ethniques expliquent les particularités de la franc-maçonnerie sud-africaine qui restent imprégnées de l'histoire chaotique du pays. Les premiers ateliers du pays et du continent sont créés par les Néerlandais principalement avec la loge De Goede Hoop n°12 au Cap en 1772. Les Anglais avec la loge British Lodge n°334 en 1811, puis les Écossais en 1860 et les Irlandais en 1896 fondent des loges dans le pays. Les quatre obédiences entretiennent de bonnes relations et s'organisent en province. À partir de 1875, des rapprochements s'opèrent et voient le développement d'une « Union sud-africaine » entre 1910 et 1961 qui participe à l'essor d'une « franc-maçonnerie blanche ». En 1961, le projet de création d'une obédience maçonnique nationale est acceptée par les grands-maitres provinciaux des obédiences anglo-saxonnes et des loges néerlandaises. Le 22 avril 1961 voit la création de la Grande Loge d'Afrique du Sud, le colonel Colin Graham Botha (1883-1973) en est le premier grand-maître. L'obédience est créée avec 104 ateliers et 4 384 membres. Toutefois, les grandes loges britanniques et irlandaises maintiennent leurs districts dans ce pays et comptent encore en 2018, près de 300 loges sous leurs juridictions.
La discrimination raciale marque fortement le recrutement des loges toutes obédiences confondues. Les premiers non-blancs acceptés sont les Indiens, les Noirs et les métis le sont de manière très marginale et principalement dans les loges écossaises. L'abolition de l’apartheid touche la franc-maçonnerie sud-africaine qui voit ses effectifs diminuer avec le départ d'une partie des membres blancs et malgré des ouvertures à toutes les ethnies, elles restent peu diverses. Si la première loge mixte est créée à Durban en 1914, c'est en 1995, que  l'Ordre maçonnique mixte international « le Droit humain » installe la Fédération Sud-Africaine du Droit humain. Elle compte six loges en 2018. L'Ordre des femmes franc-maçons est également présent dans le pays.

### Algérie
La première loge créée en Algérie, l'est à la suite de l'arrivée de l'armée française qui prend possession du pays en 1830. Les loges « Cirnus » créée en 1831 et « Belisaire » fondée le 22 mai 1833, jouent un rôle important dans l'implantation de la franc-maçonnerie dans ce pays. Bone (Annaba) voit l'installation en juin 1833, de la loge « Ismaël » et Oran celle de « La Française de l'union africaine ». Le premier musulman reçu et initié en loge est le grand mufti de Bougie (Béjaïa) Sidi Hamed en 1839 au sein de la loge « Les frères numides ». La franc-maçonnerie en Algérie reste principalement européenne, la présence de membres musulmans y reste marginale. Le nombre de franc-maçons reste stable aux alentours de 600 entre 1870 et 1914 repartis entre 22 loges du Grand Orient de France et six de la Grande Loge de France.
La Première Guerre mondiale provoque l’arrêt des travaux ou la fermeture des loges. La reprise des activités maçonniques se fait à partir de 1920 où le thème du rapprochement entre Français et indigènes anime les débats. Mais les avancées dans les loges restent faibles, quelques rares exceptions à l'image du frère Hamza Boubakeur, ne masquent pas la faiblesse de l'intégration des musulmans dans les ateliers maçonniques. Durant la Seconde Guerre mondiale, les lois du régime de Vichy s'appliquent de 1940 en 1943 et en 1945, la franc-maçonnerie stagne avec une vingtaine de loges, leurs membres sont majoritairement pour l’Algérie française et assimilationnistes. À partir de 1961, une disparition progressive se met en place avec le départ des Français d’Algérie. Après l'indépendance quelques loges tentent de poursuivre leurs activités. En 1974, l'extinction de la loge « Hippone » situé à Annaba signe la fin de la présence de la franc-maçonnerie en Algérie. Les temples et bâtiments maçonniques sont confisqués et parfois pillés. La franc-maçonnerie reste interdite en Algérie en 2018.

### Angola
L'Angola voit une franc-maçonnerie d'origine coloniale et portugaise se développer avant son interdiction en 1935. Sous l'égide du Grand Orient lusitanien une huitaine de loges sont fondées dont une  sise dans la capitale. Les luttes pour l'indépendance qui commencent en 1951 et la guerre civile qui s'ensuivit ne permet par un réveil de la franc-maçonnerie dans ce pays. Il faut attendre 2010, pour voir la Grande Loge régulière du Portugal constituer trois loges qui fondent à leur tour la Grande Loge d'Angola.

### Bénin
Les membres du Grand Bénin de la République du Bénin, alliés pour la circonstance, avec la hiérarchie catholique locale, ont joué un rôle déterminant dans la réussite de la conférence nationale du Bénin, en février 1990.

### Botswana
Sous protectorat britannique à compter de 1885, le Botswana devient indépendant en 1966. Dès lors, les obédiences britanniques installent des loges maçonniques dans le pays. La Grande Loge d’Écosse constitue un district avec trois loges. La Grande Loge d'Irlande ouvre un grand inspectorat avec de la loge « Kgale » à Gaborone. Deux loges de constitutions anglaises sont administrées par la Grande Loge de district South Africa.

### Côte d'Ivoire
La Grande Eburnie, proche du Grand Orient, dont le premier grand-maître était Kébé Mémel, s'est déchirée pendant la guerre civile entre les partisans de Laurent Gbagbo et d’Alassane Ouattara.
Pour sa part, depuis la fin du conflit, le premier ministre ivoirien Hamed Bakayoko s'est fait introniser grand maître de la Grande Loge de Côte d’Ivoire, une obédience « régulière » affiliée à la GLNF.

### Madagascar
La présence de la franc-maçonnerie à Madagascar remonte au XIXe siècle.
Le Grand Orient de France (GODF) fait ainsi son apparition en 1900 avec la loge « L’avenir malgache » à Tamatave, puis en 1903 la loge « France Australe » à Tananarive. La Grande Loge de France (GLDF) installe par la suite en 1910 la loge « Les Trois frères » à Majunga, et le Droit Humain (DH) celle de la loge « Fraternité 202 » à Tananarive en 1911. La franc-maçonnerie se développe à la fin du XIXe siècle au travers des fonctionnaires envoyés par la puissance coloniale. Dès cette époque, en partie sous l'influence des Jésuites, la franc-maçonnerie fait l'objet de suspicion qui perdurent encore en 2018, pour le Malgache en général, le « franc-maçon est un voleur de cœur » (mpaka fo), un croquemitaine avec lequel on fait peur aux enfants.
Jusqu’en 1960, la franc-maçonnerie à Madagascar s'est répartie autour des trois obédiences maçonniques françaises GODF, GLDF, DH, qui continuent en 2018 à avoir des loges dans le pays. Toutefois, deux ans après l’indépendance, le Grand Rite Malgache voit le jour, qui se scinde lui-même en 1997 pour donner naissance à la Grande Loge traditionnelle et symbolique de Madagascar.
Madagascar compte en 2018, un millier de francs-maçons, répartis entre une dizaine d'obédience, dont celle de la Grande loge nationale de Madagascar, qui à elle seule rassemble 400 membres dans douze loges maçonniques.

### Maroc
La franc-maçonnerie existe depuis plus d'un siècle au Maroc, où elle s'est implantée notamment par l'intermédiaire de loges militaires étrangères.

### Sénégal
L'histoire maçonnique du Sénégal commence dès la guerre de Sept Ans en 1756, durant laquelle de nombreux francs-maçons français sont impliqués dans la défense des territoires sénégalais. La première loge sur le continent, la loge « Saint-Jacques des vrais amis rassemblés », a été fondée à Saint-Louis-du-Sénégal, en 1781, par la première Grande Loge de France .

## Pays francophone
Les francs-maçons d'Afrique francophone sont rassemblés au sein de la Conférence des puissances maçonniques africaines et malgaches (CPMAM), créée à Douala en 1979 et qui opère comme une entente entre différentes obédiences. Elle regroupe ainsi en 2015, une centaine de loges réparties dans une quinzaine d’obédiences implantée dans des pays allant du Maroc à Madagascar. La CPMAM dominée par le GODF, organise chaque année, depuis 1992, dans une capitale différente, les rencontres humanistes et fraternelles d’Afrique francophone et de Madagascar (Rehfram), rassemblement créé à l'initiative de la GLDF. La GLNF ne participe pas  à ces rencontres.
La plupart des grandes loges dites « régulières » des pays d'Afrique francophone sont affiliées à la Grande Loge nationale française et ont connu un essor remarquable à partir des années 70. Elles sont souvent réputées très investies par les milieux politiques, et nombre de présidents, notamment en Afrique centrale, en sont ainsi membres quand ils ne sont pas les grands maîtres des loges nationales. C'est le cas d'Omar Bongo et en 2018 de son fils Ali au Gabon,,, Denis Sassou Nguesso au Congo-Brazzaville ou encore du président centrafricain jusqu'en 2012, François Bozizé, initié par le précédent. Le président Sassou Nguesso a également initié le président tchadien Idriss Déby. La GLNF a aussi consacré des grandes loges en Côte d'Ivoire (1989), au Togo (1992), au Sénégal (1993), au Bénin (1995), à Madagascar (1996), en Guinée (1999), au Mali (1999), à Djibouti (2000) et au Cameroun (2001).[source insuffisante]
Au-delà des dimensions philanthropiques ou spirituelle de la franc-maçonnerie, une partie du succès de cette dernière en Afrique, notamment en Afrique centrale et dans les pays du golfe de Guinée, s'explique par le fait que les « rituels d’initiation renvoient bon nombre de gens à leur propre histoire et culture ». Ainsi, compte tenu de la fascination dans ces régions pour les sociétés ésotériques, cet espace de sociabilité sélective apparaît comme un lieu d’entraide et de pouvoir occultes.